# Meta Records
Meta Records is een onafhankelijk Duits platenlabel, dat nieuwe of vernieuwende jazz, wereldmuziek en klassieke muziek uitbrengt. Het werd in 1999 door Ralf Altrieth en Johannes Reichert opgericht en is gevestigd in Fürth. In Nederland wordt het gedistribueerd door Challenge Records.
Er is muziek uitgekomen van onder meer Jan Klare (met Ahmet Bektas en Fethi Ak), een trio van Johannes Hage, Elina Duni, Luigi Dallapiccola (zijn complete pianowerken met Raffaele Mani op piano), een groep met Ralph Beerkircher, Adam Pierończyk en Anthony Bailes.